# FIRA Women's European Championship División B 2005
El FIRA Women's European Championship División B de 2005 fue la quinta edición del torneo femenino de rugby.

## Equipos participantes
- Selección femenina de rugby de Bosnia
- Selección femenina de rugby de Noruega
- Selección femenina de rugby de Rusia

## Desarrollo

### Posiciones
| Pos. | Equipo  | Encuentros | Encuentros | Encuentros | Encuentros | Tantos  | Tantos    | Tantos     | Puntos Totales |
| Pos. | Equipo  | jugados    | ganados    | empatados  | perdidos   | a favor | en contra | diferencia | Puntos Totales |
| ---- | ------- | ---------- | ---------- | ---------- | ---------- | ------- | --------- | ---------- | -------------- |
| 1    | Rusia   | 4          | 4          | 0          | 0          | 213     | 0         | +213       | 8              |
| 2    | Noruega | 4          | 2          | 0          | 2          | 52      | 74        | -22        | 4              |
| 3    | Bosnia  | 4          | 0          | 0          | 4          | 0       | 191       | -191       | 0              |

### Partidos
| 21 de mayo | Bosnia | 0 - 30 | Noruega |  |  |

| 21 de mayo | Noruega | 0 - 25 | Rusia |  |  |

| 21 de mayo | Rusia | 74 - 0 | Bosnia |  |  |

| 23 de mayo | Bosnia | 0 - 65 | Rusia |  |  |

| 23 de mayo | Noruega | 22 - 0 | Bosnia |  |  |

| 23 de mayo | Rusia | 49 - 0 | Noruega |  |  |